# Mees (cràter)

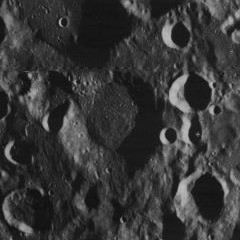
Fotografia de la missió Lunar Orbiter 4 (1967)

Mees és un cràter pertanyent a la cara oculta de la Lluna. Es troba en una part de la superfície lunar que de vegades pot ser vista des de la Terra en condicions de libració i d'il·luminació favorables. Fins i tot en aquest moment, no obstant això, s'albira des d'un angle molt baix, i es pot apreciar molt poc de detall.

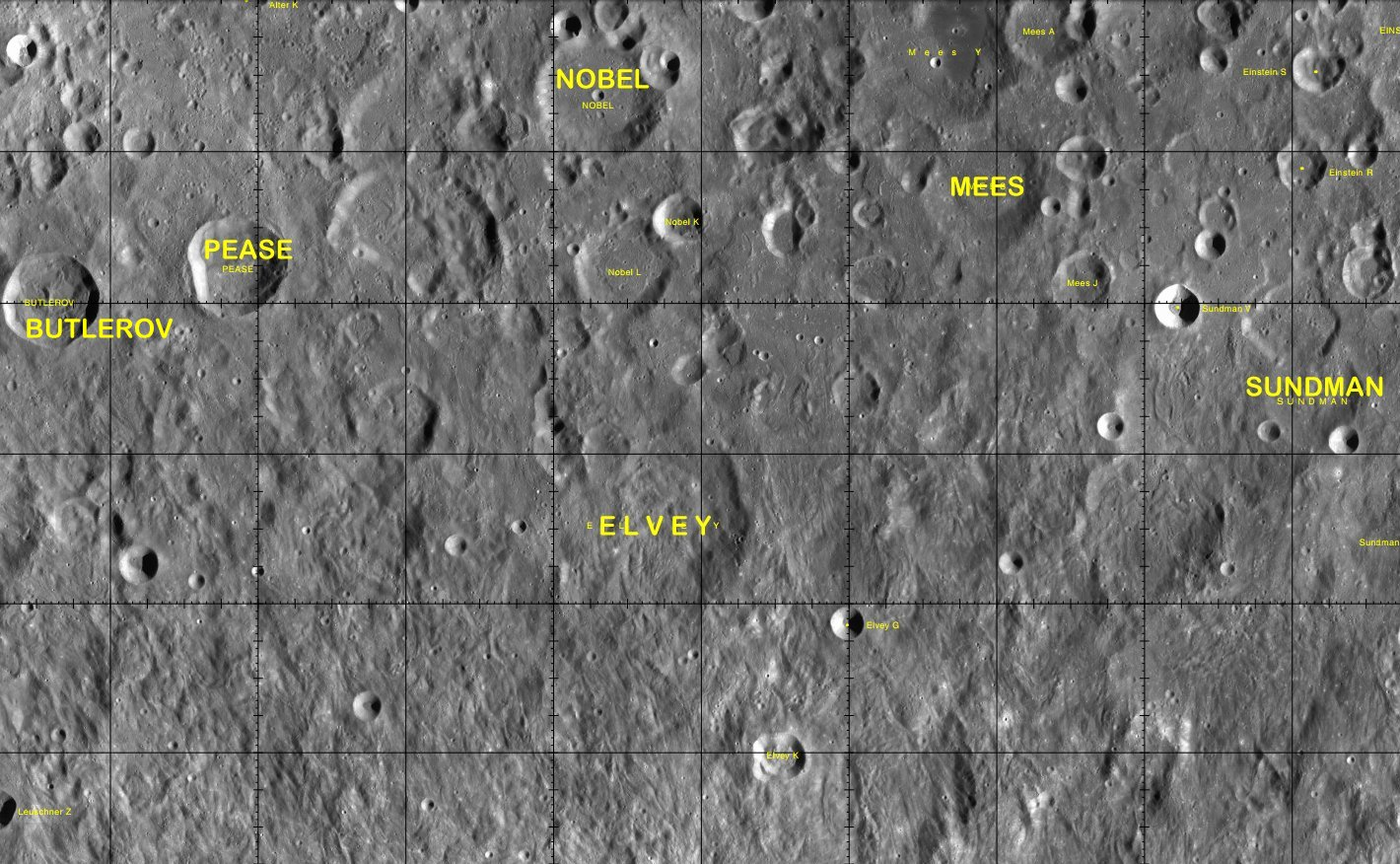
Localització de Mees (quadrant superior dret). Fotografia de la missió LRO.

Aquest cràter es troba en la vora nord de l'enorme faldilla de materials ejectats que envolta la conca d'impacte de la Mare Orientale, que es troba diversos centenars de quilòmetres al sud de Mees, on es localitza el seu anell exterior (els Montes Cordillera). Al sud-oest de Mees es troba el cràter Elvey i al nord-est apareix Einstein, tots dos a uns tres diàmetres de distància.

## Cràters satèl·lit
Per convenció aquests elements són identificats en els mapes lunars posant la lletra en el costat del punt central del cràter que està més proper a Mees.
|      | \| Mees \| Coordenades \| Diàmetre \| \| ---- \| ------------------------------------ \| -------- \| \| A \| 15° 42′ N, 95° 12′ O / 15.7°N,95.2°O \| 36 km \| \| J \| 12° 18′ N, 94° 42′ O / 12.3°N,94.7°O \| 26 km \| \| Y \| 15° 42′ N, 96° 36′ O / 15.7°N,96.6°O \| 85 km \| |          |
| Mees | Coordenades | Diàmetre |
| A    | 15° 42′ N, 95° 12′ O / 15.7°N,95.2°O | 36 km    |
| J    | 12° 18′ N, 94° 42′ O / 12.3°N,94.7°O | 26 km    |
| Y    | 15° 42′ N, 96° 36′ O / 15.7°N,96.6°O | 85 km    |